# 29808 Youssoliman
A 29808 Youssoliman (ideiglenes jelöléssel (29808) 1999 CK100) a Naprendszer kisbolygóövében található aszteroida. A LINEAR projekt keretében fedezték fel 1999. február 10-én.